# George Lamsa

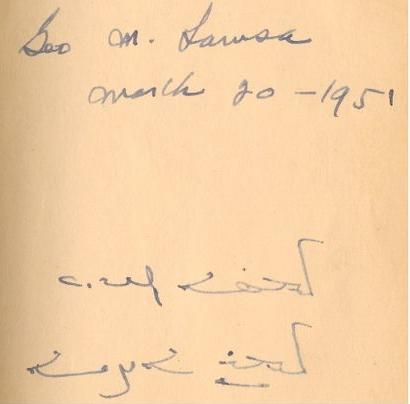
Assinatura

George M. Lamsa, nascido em 5 de agosto de 1892 e falecido em 22 de setembro de 1975, foi um autor assírio que publicou a Bíblia Lamsa. Nascido em Mar Ishu, sendo hoje a localização do extremo leste de Turquia. Conhecia aramaico como língua nativa e foi um tradutor da Bíblia em aramaico, a Peshitta, para o inglês.
Era um membro da Igreja Assíria do Oriente (Church of the East). Era um representante do que a referida igreja advogava: A primazia da Peshitta.
Defendia que a Peshitta era o texto original, e que a versão grega era derivado da Peshitta. Como argumentação afirmou que aramaico era a língua de Jesus e dos primeiros cristãos,  e, segundo Lamsa, O aramaico era a língua coloquial e literária da Palestina, da Síria, da Ásia Menor e da Mesopotâmia, do IV século a.C. ao IX século d.C. 
Apenas a minoria dos autores aceitam a defesa da tese de George Lamsa, que a Peshitta seria o original deixado pelos primeiros cristãos.
Muitos eruditos sustentam que as fontes do Novo Testamento e as tradições orais dos primeiros cristãos estavam em aramaico, entretanto a Peshitta parece ter sido influenciado pela leitura bizantina da tradição grega do manuscrito, e está em um dialeto sírio que é muito mais novo do que aquele que era contemporâneo a Jesus.
A grande controvérsia em torno da versão de Lamsa surgiu em torno de uma diferença no Evangelho segundo Mateus, onde sofreu muita oposição devido à diferença com demais traduções do Novo Testamento. Foi o trecho das palavras de Jesus na cruz: Eli, Eli, lama sabachthani.
O trecho é o mesmo que inicia o Salmo 22. Alguns estudiosos consideravam que aquela citação era uma declaração de quem estaria com todos os pecados do mundo sobre si e não conseguia ver o Pai, devido ao impedimento pelo pecado. Outros preletores consideravam que Jesus estava salmodiando, como era costume, na época, ao religioso afligido por dores. Criam que em sofrimento, Jesus salmodiava: Deus meu, Deus meu, porque me abandonaste...
A referência também se encontrava em alguns targumim. Na versão de Lamsa, esse trecho foi traduzido como sendo: Deus meu, Deus meu, para isso eu fui poupado, ou seja: Eli, Eli, lemana shabachthani. Uma nota de rodapé na versão inglesa da Bíblia Lamsa explica o significado: "Este era meu destino."

## Ligação externa
- Velho Testamento – Bíblia Lamsa
- Novo Testamento – Bíblia Lamsa